# Corrientes oceánicas frías

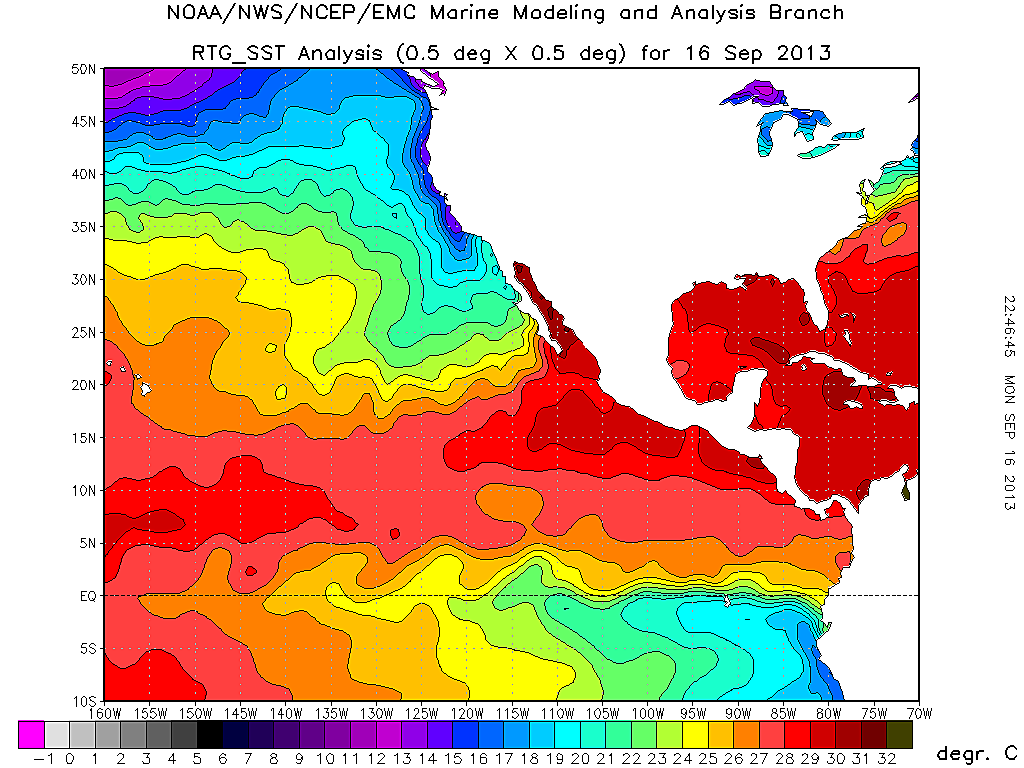
Contrastes entre la temperatura superficial de las corrientes marinas a ambos lados del ecuador terrestre. Al sur, la temperatura de la corriente de Humboldt o del Perú muestra unas temperaturas que alcanzan un nivel tan bajo como de 14 °C, inexplicable en las latitudes ecuatoriales de no ser por el afloramiento (upwelling en inglés) de aguas profundas en la costa occidental de América del Sur. En cambio, al norte del ecuador, las temperaturas de la corriente ecuatorial del Norte llegan a sobrepasar los 25 y hasta 30 °C, también sobre los 0º de latitud. La línea ecuatorial está indicada con las letras EQ. Fuente:NOAA

Se denominan corrientes oceánicas frías aquellas cuyas aguas tienen una temperatura mucho más fría que el aire atmosférico con el cual están en contacto. Esta idea parece un contrasentido, porque las grandes corrientes de aguas frías se producen generalmente en las costas occidentales de los continentes de la zona intertropical o subtropical, como sucede con la corriente de Humboldt en la costa occidental de América del Sur, la corriente de las Canarias en la costa noroccidental de África, la corriente de Benguela en la costa suroccidental de África, la corriente de California en la costa noroccidental de América del Norte y la corriente de Australia Occidental en el océano Índico. Todas estas corrientes determinan un clima muy seco y hasta desértico en las costas que bañan, no solo por la menor evaporación cuando la temperatura de las aguas es muy fría, sino también por el fenómeno de subsidencia atmosférica en las costas occidentales de continentes e islas, que impide la formación de nubes las cuales solo se presentan en áreas de convección atmosférica, es decir, el fenómeno opuesto a dicha subsidencia.  
La temperatura de las aguas oceánicas está en función de la latitud a la que se encuentran, de su densidad, de la profundidad a la que se encuentran, la insolación que reciben (con las variaciones diarias y estacionales de esa insolación) así como de las características físicas y químicas del agua propiamente dicha. Como las corrientes oceánicas se refieren a los movimientos de las aguas en la superficie, solo distinguiremos dos tipos de corrientes: cálidas, que se forman en las costas orientales de los continentes y frías que se originan en las costas occidentales de los mismos. Sin embargo, esta última idea requiere de una matización necesaria porque las costas occidentales de Groenlandia, Islandia y Noruega donde también hay surgencia de las aguas profundas por el movimiento de rotación terrestre, no crean un clima costero frío sino más temperado y hasta cálido, en comparación a los lugares a la misma latitud pero ubicados en las costas orientales de los continentes (contrastes entre las costas de Suecia en el golfo de Botnia y las de Noruega en el mar de Noruega a la misma latitud: en el primer caso, el golfo de Botnia se congela e impide la navegación mientras que en el segundo caso, tanto en las costas, como muy adentro de los fiordos, se encuentran libres de hielo.
Podríamos definir a las corrientes marinas frías como aquellas que se producen en las costas occidentales de los continentes en las áreas correspondientes a la zona intertropical. Y esta característica que parece muy extraña (aguas frías en climas cálidos) se debe al afloramiento, emersión o surgencia de aguas profundas, lo que explica su temperatura fría, mucho más fría que la temperatura atmosférica en dichas zonas.
Las corrientes que surgen en la zona polar ártica, aunque podrían considerarse todas como corrientes frías son, a su vez, de dos tipos: corrientes con emersión de aguas profundas (como la corriente de Groenlandia Occidental y corrientes también frías pero sin emersión de aguas profundas como sucede con la corriente de Groenlandia Oriental. La diferencia entre estas dos corrientes resulta fundamental ya que la corriente de Groenlandia Oriental es de aguas superficiales y más frías que las de Groenlandia Occidental, por lo que las costas occidentales de Groenlandia están mucho más pobladas que las orientales. Vamos a explicar este hecho con más detalle: el océano glacial Ártico tiene una comunicación amplia con el océano Atlántico y una muy reducida con el Pacífico, por lo que la poderosa corriente del Golfo, que lleva una enorme cantidad de calor hacia Europa, llegando a rebasar la costa septentrional de Noruega, penetra en el océano Ártico y da origen a una corriente de compensación de aguas frías que salen de nuevo hacia el océano Atlántico, pero más frías, junto a la costa de Groenlandia (corriente de Groenlandia Oriental, como se ha dicho) y junto a la costa oriental asiática en el estrecho de Bering (corrientes de Kamchatka y de Oya Shivo). En realidad, tenemos que acudir de nuevo a la definición de corrientes marinas frías: formadas por aguas de emersión cuya temperatura es menor que la temperatura del aire atmosférico en ese lugar. Ello solo sucede en la zona intertropical o subtropical, pero no en las franjas de mayor latitud, donde la emersión de aguas profundas se produce a una temperatura de 4 °C o mayor, mientras que la temperatura atmosférica puede ser de -20 °C o mucho menos. Como podemos ver en esa comparación, la corriente de Groenlandia Oriental o la del Labrador están en contacto con capas de aire mucho más frío, lo cual ocasiona que la capa superficial del mar se congele formando la banquisa que llega a impedir la navegación. 

## Origen de las corrientes oceánicas frías

El triángulo sagrado egipcio constituye el ejemplo más sencillo de aplicación del teorema de Pitágoras, en el que el cuadrado de los catetos (3 y 4 unidades de medida) es igual al cuadrado de la hipotenusa (5 unidades de medida).

Ya se ha señalado que las corrientes oceánicas frías se deben a la surgencia de aguas profundas cuya temperatura en todo el mundo se encuentra en torno a los 4 °C (más exactamente, 3,8 °C). Y esta surgencia se produce en las costas occidentales de los continentes debido al movimiento de rotación terrestre que obliga a ascender a las aguas profundas al chocar con el talud continental de los continentes. En términos más precisos, se trata de una diferencia entre la velocidad angular del movimiento de rotación terrestre (15º de longitud por hora), que es la misma en todo el mundo y en cualquier parte de las aguas oceánicas y la correspondiente velocidad lineal de dichas aguas que varía según la profundidad a la que se encuentren ya que en el fondo del mar, debido a la enorme presión que soportan las aguas abisales, la velocidad lineal es la misma que tiene el suelo, es decir, el fondo submarino, pero en la superficie oceánica es algo menor, ya que en los 15º por hora que recorren tanto en el fondo como en la superficie tienen que cubrir una longitud mayor al encontrarse a una mayor distancia del centro de la Tierra, por lo que la circunferencia superficial es mayor que la circunferencia en el fondo del mar. La diferencia entre la distancia de los 15º de longitud en el fondo del mar y esos mismos 15º de longitud en la superficie del océano es equivalente a la diferente distancia que establece el talud continental, considerado como la hipotenusa de un triángulo rectángulo formado por el cateto mayor en la base (distancia horizontal) y el cateto menor que corresponde a la profundidad a la que se encuentra el fondo del mar. Así, en el ejemplo del gráfico el cateto mayor (4 km) correspondería a la distancia horizontal en la superficie del océano, mientras que el cateto menor sería la profundidad del punto inferior del talud, es decir, del punto donde la hipotenusa toca con el fondo del océano. Así, si los catetos miden 3 y 4 km, la hipotenusa tendrá 5 km: los cuadrados serán 9 y 16 = 25, por lo que la hipotenusa será √25 = 5.
Como se puede inferir del gráfico, la escala del mismo no guarda proporción con las medidas de la realidad, ya que la hipotenusa tiene una pendiente mucho menor por lo que la velocidad del agua en la superficie en sentido este — oeste es casi la misma que la del fondo submarino en sentido oeste — este. Para comprender mejor esta idea tendríamos que imaginar una hipotenusa (pendiente del talud continental) de unos 50 a 100 km, con la misma profundidad de 3 km. 
Así, la disminución de la velocidad lineal en la superficie oceánica, se traduce, por inercia, en un desplazamiento opuesto al del movimiento de rotación terrestre por lo que las aguas que han emergido en las costas occidentales de los continentes deberían seguir la dirección oeste—este. Sin embargo, ello no sucede así por la fuerza centrífuga del movimiento de rotación terrestre que es la que origina la corriente ecuatorial, de aguas cálidas por ser superficiales y no profundas (ello sucede en el hemisferio norte, porque las aguas superficiales de las costas del norte del Ecuador, del Oeste de Colombia y de América Central son aguas cálidas). Por supuesto, en el hemisferio Sur, una vez se encuentran en la superficie las aguas frías que han surgido junto a la costa tienen la tendencia a desplazarse hacia el ecuador terrestre por la fuerza centrífuga del movimiento de rotación terrestre, desplazamiento que se acentúa por la configuración de las costas. El caso de la corriente de Humboldt es muy claro en este sentido, ya que la emersión de aguas frías como el resultado del ascenso por la inclinación del talud continental, cuando llegan a la superficie, son desviadas hacia el ecuador terrestre por la fuerza centrífuga de la rotación terrestre cuya velocidad y dirección, como se ha dicho, se acentúa en este caso por la curvatura de las costas peruanas. Todo ello demuestra fehacientemente que todas las corrientes marinas, sean cálidas o frías, solo se producen en la superficie y no en niveles profundos, aunque esta idea debe tomerse en sentido general y matizarse si tenemos en cuenta la latitud, por la distinta fuerza centrífuga al alejarnos del ecuador, es decir, de acuerdo con la latitud respectiva.

## Características físicas y químicas del agua del océano
El agua puede presentar los tres estados físicos de la materia en diferentes condiciones de presión y temperatura y, en menor grado, según la proporción de sólidos disueltos que contenga. En condiciones normales de presión atmosférica y al nivel del mar, el agua se congela a los 0 °C y hierve a los 100 °C cuando se trata de agua pura, es decir, cuando no contiene sedimentos o minerales en suspensión.
Las aguas oceánicas se calientan en la superficie gracias a la radiación solar. De esta manera, solo podrán evaporarse o congelarse en dicha superficie ya que es allí donde el agua puede estar en contacto con la radiación solar (hasta una profundidad de unos 100 metros o algo más) y donde la temperatura atmosférica, que puede llegar a ser muy baja, es la que permite congelar el agua superficial cuando alcanza los 0 °C si es agua pura (de lluvia, por ejemplo) o de 1,8º bajo cero si contiene los valores promedio de sales de las aguas marinas. Estos procesos son muy fáciles de entender y se conocen desde muy antiguo: si nos metemos caminando en una playa tranquila veremos que a medida que aumenta la profundidad, las aguas del fondo se vuelven más y más frías como lo podemos notar por la sensación térmica en los pies.
Lo dicho anteriormente nos revela una especie de ley sobre las aguas oceánicas: éstas se disponen en capas, es decir, son aguas estratificadas en razón a su temperatura, la cual determina su densidad, teniendo las aguas a partir de cierta profundidad, una temperatura uniforme de unos 3,8 °C, que es cuando el agua tiene su máxima densidad. Como resulta obvio, esta temperatura se alcanza a mayor profundidad en la zona intertropical y a menor profundidad en las zonas polares y ello no se debe solo al mayor calentamiento de las aguas oceánicas en la zona intertropical (donde inciden los rayos solares más directamente) sino a la menor densidad de dichas aguas en la zona intertropical por el abombamiento ecuatorial de la Tierra: en el ecuador terrestre, las aguas son menos densas porque se encuentran algo más de 21 km más alejadas del centro de la Tierra que en los polos y, por ende, la gravedad allí es menor. Así, la temperatura del agua oceánica y la densidad de la misma están estrechamente unidas, por lo que se considera la existencia de tres capas principales: la capa epipelágica, hasta una profundidad de unos 200 m (nivel adonde ya no llegan los rayos solares y la temperatura es de unos 13 °C), la termoclina, que es una capa donde disminuye la temperatura rápidamente entre los 13 °C (200 m de profundidad) y los 4 °C (1000 m de profundidad), a partir de la cual, tanto la temperatura en torno a los 4 °C como la densidad (que es la máxima a dicha temperatura) permanecen constantes.
Y otra ley que se deriva de la anterior es que cuando hablamos de corrientes marinas siempre nos referimos a corrientes superficiales de las aguas: el movimiento de las aguas oceánicas se produce en la superficie hasta una profundidad relativamente somera. Por ejemplo, a un submarino sumergido a unos 50 o 100 m de profundidad le pasaría inadvertida una tempestad con olas de 10 m de altura. Más aún, cuando queremos alejarnos mar adentro para evitar el oleaje de la playa, solemos sumergirnos justo debajo de cada ola que rompe para vencerla más fácilmente: con apenas 1 m bajo la ola que rompe ya vencemos casi todo el empuje de la misma hacia la playa.

### Intercambio de calor entre los océanos y la atmósfera

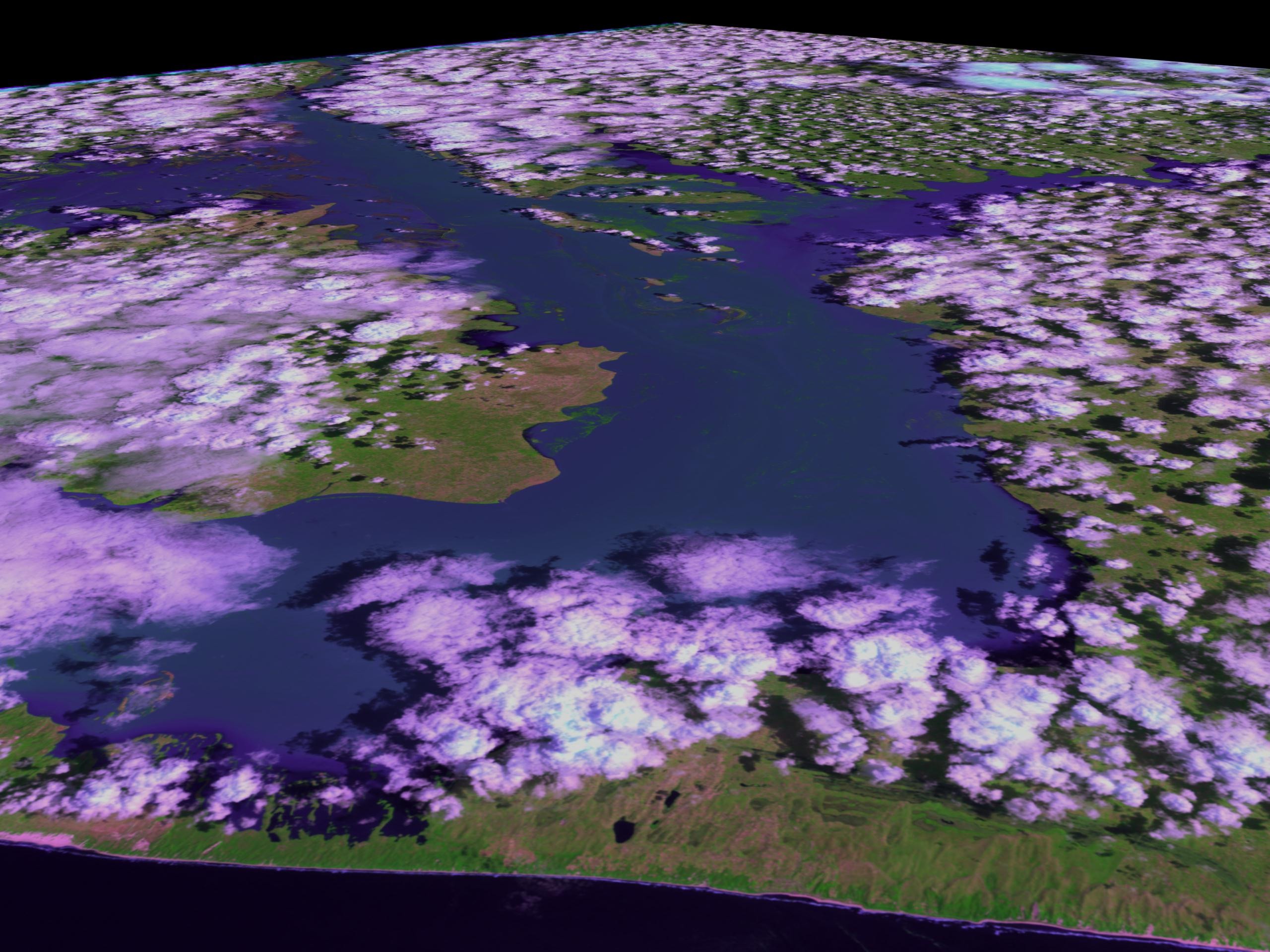
La extensa inundación producida por el río Zambezi en Mozambique en marzo del año 2000 formó un extenso lago que solamente una imagen satelital pudo captar de manera completa. En esta imagen tomada durante las horas de la mañana (la sombra de las nubes puede verse hacia la izquierda, es decir, hacia el oeste, ya que se trata de un país situado en el hemisferio sur y la imagen está dirigida hacia el norte) puede verse el extenso lago prácticamente sin nubes, que solo son abundantes en el área no inundada. Ello se debe a que en horas de la mañana las aguas están más frías por lo que no se evaporan. Solo a fines de la tarde, cuando ya las aguas han absorbido calor por la radiación solar es cuando comienzan a evaporarse y formar nubes.

En el artículo sobre la diatermancia puede verse con cierto detalle la influencia mutua entre el flujo de energía en forma de calor, pero haciendo énfasis en el calentamiento de la atmósfera que ocurre en la zona de contacto entre el aire por una parte, y la superficie terrestre de los continentes e islas así como la superficie acuática (océanos y mares), por la otra. Aquí es necesario recordar esa influencia mutua estudiándola desde el punto de vista de las aguas marinas para lo cual es necesario establecer las siguientes ideas: 
- Lo mismo que sucede con el calentamiento de la litósfera y de la atmósfera, el calentamiento de la hidrósfera se debe a la radiación solar. Este calentamiento de origen solar está causado por los rayos solares de distinta longitud de onda lo cual, a su vez, le dan distintas posibilidades de flujo de energía en el globo terrestre. La radiación solar varía según el tiempo (las distintas estaciones significan cambios importantes entre la cantidad de radiación solar recibida por la superficie terrestre) y según el espacio (en función de la latitud, altitud, vegetación, aguas continentales y otras razones). En líneas generales, mientras que el aire atmosférico no absorbe directamente calor por parte de la radiación solar, la superficie terrestre y marítima absorben directamente esa energía contenida en la radiación solar: el suelo la capta rápidamente y la reenvía seguidamente a la atmósfera y la superficie de los mares y océanos la va absorbiendo lentamente y la reenvía a la atmósfera bastante tiempo después.
- La absorción del calor procedente de la radiación solar por parte de los objetos en la superficie terrestre depende, en primer lugar, del estado físico de dichos objetos de acuerdo con la masa de los mismos. Así, un cuerpo gaseoso como el aire atmosférico es prácticamente transparente al calor de los rayos solares: a esta propiedad se llama diatermancia como se puede ver en el artículo respectivo. En cambio, los cuerpos líquidos de la superficie terrestre (océanos, mares y aguas continentales) absorben gran cantidad de calor procedente de la radiación solar y pueden ceder dicho calor a la atmósfera cuando esta se encuentra más fría. Esta característica convierte a las aguas en una especie de pila recargable, gracias a lo cual existe vida sobre la Tierra ya que proporciona el flujo de energía presente en el ciclo hidrológico y los ciclos biológicos de la naturaleza, en especial, el ciclo del carbono.
- Cuando el agua marina se ha cargado de calor debido a la radiación solar, puede emitir parte del mismo mediante rayos infrarrojos (invisibles para el ojo humano) que pueden calentar a su vez a la atmósfera. Dicho calentamiento se puede realizar de dos formas: directamente, del modo descrito e indirectamente, cuando el calor absorbido por las aguas produce una evaporación de las mismas y es el calor que absorbe dicho vapor (calor de vaporización) el que llega a liberarse con la condensación, por lo cual se llama, precisamente, calor de condensación. Se trata de fenómenos termodinámicos conocidos desde muy antiguo. El balance de este calor entre el mar y la atmósfera se presenta a corto y mediano plazo muy estable y se compensa en el tiempo. Ello significa que la mayor parte de la energía absorbida por la litósfera y la hidrósfera pasan temporalmente a la atmósfera y después de tomar diversas formas (meteoros luminosos, acuosos, eléctricos, etc) regresa a la litósfera, atmósfera y, en mayor proporción, de nuevo a la hidrósfera, en razón a su mayor extensión.

### El hielo en la superficie oceánica
Como el hielo tiene una densidad menor que el agua solo se encuentra en la superficie de los océanos en las zonas polares, teniendo la zona polar ártica una mayor diversidad a lo largo del año en cuanto a la superficie cubierta por los hielos. El hielo oceánico puede ser de dos tipos:
- Formado en los glaciares continentales. Son los glaciares de Groenlandia y la Antártida, principalmente, los que se van rompiendo al llegar a la costa formando grandes bloques que son llevados por las corrientes a latitudes bastante alejadas de la zona polar, especialmente en el hemisferio Norte. Estos bloques son los icebergs y constituyen un peligro para la navegación en el Atlántico Norte.
- Formado en la capa superficial de mares y océanos por la temperatura muy baja de la atmósfera (banquisa). Se trata de un hielo relativamente superficial, formado por la enorme diferencia de temperatura entre las aguas oceánicas y la capa inferior de la troposfera.

En la zona polar antártica, la extensión de la banquisa o hielos oceánicos resulta más estable a lo largo del año debido a que gran parte de dicha zona antártica está ocupada por las tierras continentales de la Antártida. Y la Antártida está rodeada en gran parte de sus costas por una capa de hielo que no puede alejarse mucho de las tierras en razón a la existencia de la corriente circumpolar antártica que empuja a esos hielos hacia el sur, por lo que se limita su avance hacia el norte en los tres grandes océanos que convergen con las aguas antárticas por el sur. Es por ello que el límite de los hielos flotantes se encuentra replegado bastante al sur, a diferencia del límite de los hielos en la zona polar ártica, que pueden llegar bastante más hacia el ecuador, como lo atestiguó el naufragio del Titanic al chocar con un iceberg en una latitud similar a la del Noreste de los Estados Unidos y del norte de España y Portugal.

## Tipos de corrientes oceánicas frías
Pese a que todas las corrientes frías que se analizan aquí tienen el mismo origen (emersión o ascenso de aguas profundas por el movimiento de rotación terrestre), los efectos de dicha emersión o surgencia dependen, como ya se ha dicho, de la mayor o menor latitud a la que se produce dicha surgencia, por lo cual tendremos dos clases de corrientes frías: las producidas en las costas occidentales de los continentes en las zonas tropicales de la zona intertropical o en las latitudes subtropicales y las que se producen en las costas también occidentales de los continentes e islas en las latitudes más elevadas de las zonas templadas y de las zonas polares, haciendo la salvedad en este último caso, de que estas corrientes no deberían llamarse frías ya que su temperatura es siempre muy superior a la atmosférica en dichos lugares. 
- Ejemplos del primer tipo (corrientes frías de la zona intertropical) son la corriente de Humboldt o del Perú, la de Benguela y la corriente de Australia Occidental en el hemisferio sur y las de las Canarias y la de California en el hemisferio norte.
- Y ejemplos del segundo tipo podríamos incluir a la corriente del mar de Noruega, la corriente de Groenlandia Occidental y algunos ejemplos menores visibles a través del análisis de imágenes satelitales.